# Praha-Holešovice
Praha-Holešovice – stacja kolejowa w Pradze, w dzielnicy miasta Praga 7, w obszarze Holešovice pod adresami Partyzánská 1504/24 i Vrbenského 635/39. Jest częścią praskiego węzła kolejowego. Znajdują się tu trzy perony.
Hala odpraw na stacji jest połączona korytarzem dla pieszych ze stacją metra linii C Nádraží Holešovice oraz kompleksem administracyjno-handlowym Port7.
W budynku stacji mieści się także Dyrekcja Regionalna Zarządu Kolei Praskich.
W bezpośrednim sąsiedztwie dworca znajduje się także dworzec autobusowy, skąd odjeżdżają niektóre linie autobusowe do północnych części Czech. Dworzec autobusowy zlokalizowany jest po wschodniej stronie dworca. 
Z południowej części stacji metra istnieje połączenie z tramwajami i autobusami.